# هوشوت
هوشوت روستایی در شهرستان کوهرنگ، بخش بازفت، استان چهارمحال و بختیاری است.